# Alf Bøe
Alf Bøe, född 8 september 1927 i Bergen, död 8 juni 2010 i Oslo, var en norsk konsthistoriker och museiman.
Efter studier i Oslo, Oxford och Paris blev han 1959 konservator vid Nordenfjeldske Kunstindustrimuseum, därefter förstekonservator vid Kunstindustrimuseet i Oslo 1962, ordförande i Landsforbundet Norsk Brukskunst 1965–1967 och universitetslektor i konsthistoria vid universitetet i Oslo 1973–1976. Han tjänstgjorde även som direktör för Oslo kommuns konstsamlingar (bland annat Munchmuseet) 1977–1995 och ordförande för museiförbundet Norske Kunst- og Kulturhistoriske Museer från 1983.
Alf Bøe var son till arkeologen Johannes Bøe.

## Publikationer i urval
- From Gothic Revival to Functional Form, 1957
- Om filigran, 1959, tillsammans med Thale Riisøen
- Norwegian Industrial Design, 1963
- Porsgrunds porselænsfabrik, 1967
- Samliv med fortiden 1976
- Bidrag rörande konsthantverk, konstindustri och industridesign till Norges kunsthistorie, band 5–7, 1981–1983